# Wandeth Gonzo
Wandeth Kudakwashe Gonzo, född i Zimbabwe, är en zimbabwisk fotomodell.